# Grimaldi (Italie)
Pour les articles homonymes, voir Grimaldi (homonymie).
Grimaldi est une commune de la province de Cosenza, dans la région de Calabre, en Italie.

## Administration
| Période                                  | Période  | Identité            | Étiquette | Qualité        |
| ---------------------------------------- | -------- | ------------------- | --------- | -------------- |
| 8 juin 2009                              | En cours | Giovanni Notarianne |           | Lista - civica |
| Les données manquantes sont à compléter. |          |                     |           |                |

### Communes limitrophes
Aiello Calabro, Altilia, Domanico, Lago, Malito, Martirano